# Агнеш Остојкан
Агнеш Остојкан (мађ. Osztolykán Ágnes; Ченгер, 3. новембар 1974) је мађарска политичарка и ромска активисткиња. Била је члан Народне скупштине Мађарске 2010—2014. Добитница је међународне награде за храброст од Стејт департмента 2011. године.

## Биографија
Рођена је 3. новембра 1974. у Ченгеру. Дипломирала је политичке науке на Универзитету у Мишколцу 1998. године. Радила је у Фонду за отворено друштво, а затим је шест година била руководилац програма Декаде инклузије Рома у Министарству за социјална питања и рад. Изабрана је за посланика 2010. године и била је члан посланичке групе Lehet Más a Politika (ЛМП). Изабрана је 26. новембра 2012. за заменика шефа посланичке групе. Активисткиња је за образовање ромске деце, права Рома и мањина и друштвену интеграцију Рома у Мађарској. Подржава стручну обуку која студентима даје вештине за тржиште рада. Поред својих посланичких дужности ради као учитељ волонтер у ромској стручној школи у Осмом округу у Будимпешти. Године 2016. је постављена за саветника за ромска питања у Министарству људских ресурса.